# Haeret lateri lethalis arundo

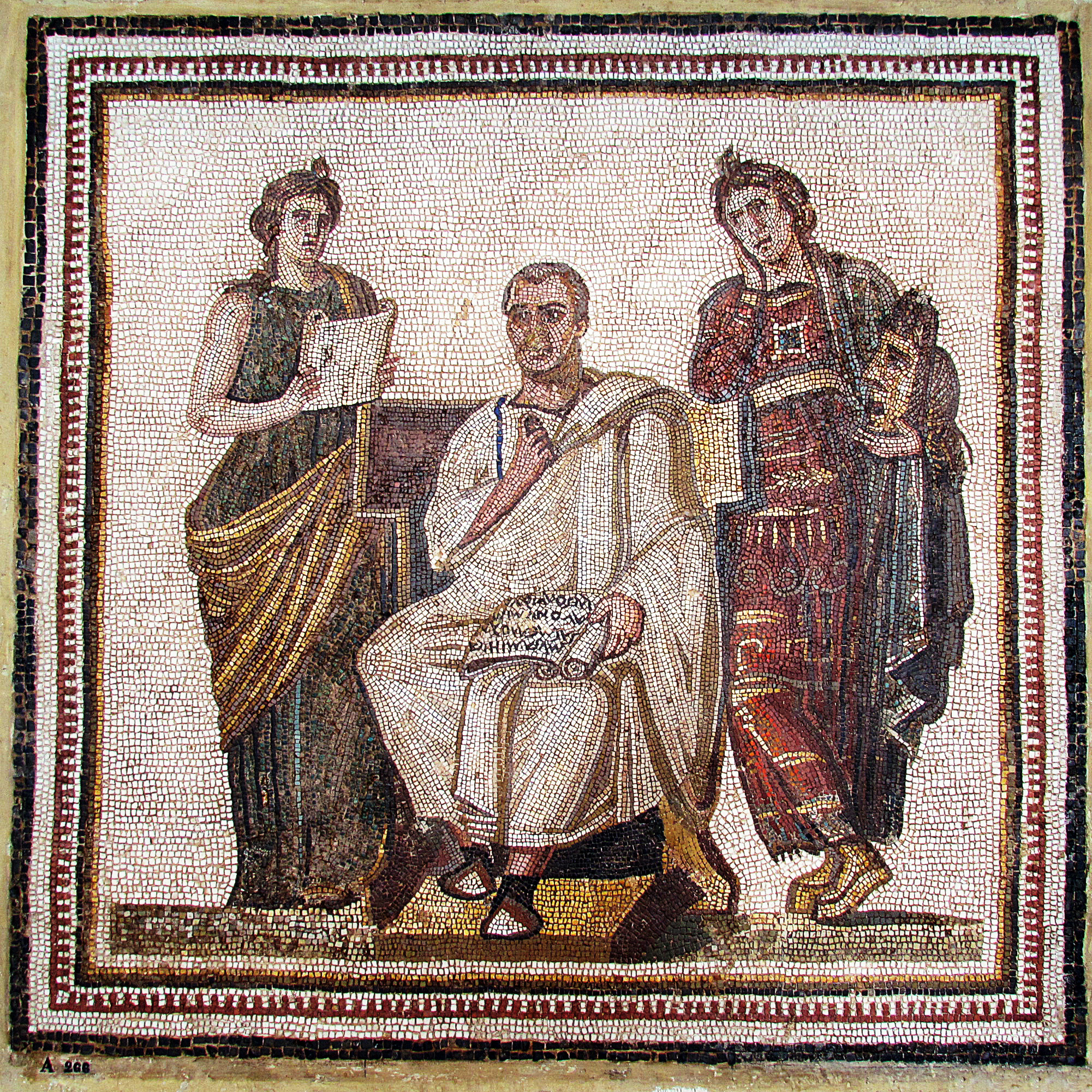
Virgilio con lEneide tra Clio e Melpomene (Museo nazionale del Bardo, Tunisi)

La locuzione latina Haeret lateri lethalis arundo, tradotta letteralmente, significa Il dardo mortale resta attaccato al suo fianco. (Virgilio, Eneide, libro IV, v. 73)
Il poeta paragona Didone, che cerca di combattere la sua passione per Enea, a una cerva ferita da una freccia che inutilmente cerca di sfuggire al cacciatore.
Questa la traduzione di Annibal Caro:
qual ne' boschi di Creta incauta cerva d'insidïoso arcier fugge lo strale che l'ha già colta; e seco, ovunque vada, lo porta al fianco infisso.

Questa locuzione ben si addice agli innamorati quando la ragione è sopraffatta dal sentimento.